# Eleccions legislatives neerlandeses de 1998
Les eleccions legislatives neerlandeses de 1998 se celebraren el 6 de maig de 1998, per a renovar els 150 membres de la Tweede Kamer. El partit més votat fou el Partit del Treball de Wim Kok, qui pogué continuar com a primer ministre en un govern de coalició amb VVD i Demòcrates 66

## Resultats
| ← Eleccions legislatives neerlandeses, 1998 → |                                                       |                       |           |      |        |
| Partit                                        | Partit                                                | Líder                 | Vots      | %    | Escons |
|                                               | Partit del Treball (PvdA)                             | Wim Kok               | 2.494.555 | 28,9 | 45     |
|                                               | Partit Popular per la Llibertat i la Democràcia (VVD) | Frits Bolkestein      | 2.124.971 | 24,6 | 38     |
|                                               | Crida Demòcrata Cristiana (CDA)                       | Jaap de Hoop Scheffer | 1.581.053 | 18,3 | 29     |
|                                               | Demòcrates 66 (D66)                                   | Els Borst             | 773.497   | 8,9  | 14     |
|                                               | Esquerra Verda (GL)                                   | Paul Rosenmöller      | 625.968   | 7,2  | 11     |
|                                               | Partit Socialista (SP)                                | Jan Marijnissen       | 303.703   | 3,5  | 5      |
|                                               | Federació Política Reformada (RPF)                    | Leen van Dijke        | 174.593   | 2,0  | 3      |
|                                               | Partit Polític Reformat (SGP)                         | Bas van der Vlies     | 153.583   | 1,7  | 3      |
|                                               | Unió Política Reformada (GPV)                         | Gert Schutte          | 108.724   | 1,2  | 2      |
|                                               | CentrumDemocraten (CD)                                |                       | 52.226    | 0,5  |        |
|                                               | AOV/Unió 55+                                          |                       | 45.994    | 0,5  |        |
|                                               | Altres                                                |                       | 169.920   | 2,0  |        |
| Total                                         | Total                                                 |                       | 8.607.787 | 150  | —      |
|                                               |                                                       |                       |           |      |        |